# Holly & Benji Forever
Holly & Benji Forever (キャプテン翼 Road to 2002?, Captain Tsubasa Road to 2002) è un anime della serie di Holly e Benji prodotto da Group TAC (che ne ha curato le animazioni) e Madhouse, tratto dall'omonimo manga di Yōichi Takahashi. Considerabile la quarta serie animata del franchise di Capitan Tsubasa, il cartone è andato in onda in Giappone dal 7 ottobre 2001 al 6 ottobre 2002 su TV Tokyo per un totale di 52 episodi, mentre in Italia è stato trasmesso per la prima volta su Italia 1 dal 31 agosto 2004 fino al 1º marzo 2005, in seguito replicato anche su Italia Teen Television, Boing, Hiro, Cartoon Network ed Italia 2. Holly & Benji Forever è stato distribuito in Italia in DVD da Stormovie e Yamato Video.
In Giappone, in occasione della distribuzione in DVD, è stata suddivisa in tre parti: Road to dream (episodi 1-19, sei DVD), Road to sky (episodi 20-31, sei DVD) e Road to victory (episodi 32-52, dieci DVD). I primi 19 episodi sono il secondo remake dell'intera prima serie dell'anime Holly e Benji - Due fuoriclasse (Captain Tsubasa, dal primo incontro con Benji fino alla finale con la Toho), mentre gli episodi dal 20 al 31 sono il primo rifacimento della serie OAV Shin Captain Tsubasa (tutto il torneo di Parigi). Gli episodi 32-35 traspongono alcuni eventi tratti dal volume 37 della prima serie del manga e dai volumi 2-3 di Capitan Tsubasa World Youth (già in parte mostrati nell'episodio 38 di Captain Tsubasa J, seppur con pesanti tagli). Gli episodi 36-52 sono la versione anime del manga Captain Tsubasa Road to 2002 che riprende Holly giocare in Brasile e in seguito in Spagna, nel Barcellona, vengono quindi saltati quasi del tutto gli avvenimenti di Captain Tsubasa World Youth che erano stati parzialmente integrati nella serie Che campioni Holly e Benji!!! (Captain Tsubasa J).
Per via dell'adattamento non molto fedele vi sono delle differenze tra le due versioni della storia. In particolare nei primi 19 episodi molte partite vengono eliminate del tutto o pesantemente alterate e accorciate. Negli episodi 20-31, relativi al torneo di Parigi, vi sono ancora delle alterazioni o dei tagli ma in misura minore, e in compenso vengono trasposte per la prima volta in animazione delle sottotrame del manga non incluse nella serie OAV Shin Captain Tsubasa. Per quanto riguarda gli episodi 36-52 molte alterazioni (come il fatto che Patty resti in Giappone e non conviva in Spagna con Holly) sono dovute alla decisione di considerare come non avvenuti molti degli eventi della seconda serie del manga (come il matrimonio tra Holly e Patty e lo stesso mondiale U-20). Non mancano scene o addirittura intere puntate anime original (cioè non tratte dal manga) come la partita contro l'Olanda o il finale che mostra Holly (Tsubasa) e il resto della generazione d'oro del calcio giapponese realizzare il sogno di disputare i mondiali.
Per evitare problemi con la FIFA e per far sì che la serie venisse trasmessa anche all'estero i produttori dell'anime hanno dovuto cambiare i nomi e i colori delle varie squadre reali (soluzione già adottata anche in Captain Tsubasa J, in cui molte squadre di club avevano i nomi storpiati nei tabelloni degli stadi), mentre il Giappone è l'unica squadra ad avere le maglie che ricordino quelle reali (nel torneo di Parigi la maglia è quella usata a Sydney 2000, mentre nelle partite contro l'Olanda e contro il Brasile, la maglia è quella di Giappone-Corea 2002). La serie è sponsorizzata da Adidas (il logo delle tre strisce, sponsor tecnico dei Samurai Blue, è presente tra le varie pubblicità negli stadi).

## Trama
La serie viene suddivisa in tre parti:
1. Road to dream (episodi 1-19)
2. Road to sky (episodi 20-31)
3. Road to victory (episodi 32-52)

### Road to dream (episodi 1-19)
La storia inizia in medias res con un giovane calciatore giapponese di nome Oliver Hutton che, con la casacca numero dieci del  Brancos, sta disputando la sua ultima partita nel campionato brasiliano contro il Domingo. Holly inizia a ricordare come è iniziata la sua carriera di calciatore dando avvio a un lunghissimo flashback di 35 episodi che mostra tutta la sua precedente carriera.
Oliver Hutton è un ragazzino di 12 anni che sogna di vincere i mondiali di calcio con il Giappone. Appena trasferitosi nella città di Nankatsu si iscrive nella scadente squadra di calcio della scuola Newppy. Qui fa amicizia con il maldestro difensore Bruce Harper. La Newppy deve giocare contro la Saint Francis in cui milita il forte portiere Benji Price. Se segnerà anche un solo gol, la Newppy potrà continuare ad allenarsi nel campo. Oliver segna nella ripresa dopo molti gol della Saint Francis, con rabbia di Benji. La Newppy partecipa a un piccolo campionato dove affronta in finale di nuovo la Saint Francis, che si porta in vantaggio proprio con una rete di Benji. Grazie all'arrivo di Tom Baker la Newppy riesce a pareggiare e il trofeo viene vinto da entrambe le squadre.
Tutte le squadre della città si fondono in una sola, la New Team. La nuova squadra partecipa al campionato nazionale delle elementari. Nell'ultima partita delle qualificazioni, contro la Stella Shimada, Benji si infortuna e viene sostituito dalla riserva Alan Crocker. La New Team vince comunque per 3-1 e si qualifica. Al campionato nazionale subisce una prima sconfitta per 3-2 contro la Muppet di Mark Lenders. Molte partite non vengono mostrate e la squadra arriva comunque in semifinale contro la Mambo di Julian Ross. Nonostante i suoi problemi al cuore, Julian segna tre gol (la partita finirà comunque 4-3 per la New Team). In finale Benji rientra dall'infortunio e Oliver incontra nuovamente la Muppet, che ritrova il suo forte portiere Ed Warner. I tempi regolamentari terminano 1-1 (reti di Mark e di Oliver) e, nonostante i miracoli di Warner, Oliver segna il 2-1. Al termine del campionato scopre però che il suo personal trainer, Roberto Sedinho, se ne è andato in Brasile senza di lui (gli aveva promesso che se avesse vinto il campionato lo avrebbe portato in Brasile).
Sono passati due anni: Mark Lenders è andato alla Toho insieme ai suoi compagni Mellow e Warner, Benji ha trovato un ingaggio in Germania, Tom Baker è dovuto partire per Parigi con suo padre e la New Team ha vinto altri due campionati. Vedendo Mark giocare alla Toho, il suo ex-allenatore della Muppet lo critica affermando che la Toho gli ha insegnato un calcio "da signorine". Per tornare a essere il rude calciatore che era in passato, Mark va ad allenarsi in spiaggia con il suo ex-allenatore, dove inventa il Tiro della Tigre. Nel frattempo la New Team ha battuto 3-1 l'Otomo di Patrick Everett ed è stata ammessa nuovamente al campionato nazionale. Pur senza Mark, la Toho si qualifica facilmente, ma quando l'attaccante si ripresenta l'allenatore lo mette fuori rosa, non accettando il fatto che abbia abbandonato la squadra. La New Team deve affrontare la Hirado, dove militano il possente difensore Clifford Yuma e l'attaccante Sandy Winters. Nonostante Holly si infortuni alla spalla per via di una spallata di Yuma e la Hirado concluda il primo tempo in vantaggio per 2-0, nella ripresa la New Team riesce a rimontare e a imporsi per 3-2 (doppietta di Holly e rete della vittoria segnata da Mason dopo una serie di passaggi con Carter). In semifinale la New Team trova la Flynet, capitanata da Philip Callaghan. Dopo un incontro combattuto, la New Team si impone di misura per 3-2 con una rete segnata allo scadere da Hutton. L'infortunio alla spalla di Holly è però diventato serio. La Toho raggiunge anch'essa la finale dove finalmente Mark potrà giocare. Invece il medico Stein obbliga Holly a giocare solo 45 minuti. Nel primo tempo della finale, con la New Team priva di Holly, Mark segna per tre volte con ilTiro della Tigre. Nel secondo tempo Holly entra ma Mark segna con il quarto Tiro della Tigre portando la Toho sul momentaneo 4-0. Nonostante la partita sembri ormai chiusa, Holly riesce a segnare quattro gol in un solo tempo, portando così la partita ai tempi supplementari. Nei supplementari nessuno segna e alla fine il trofeo va a entrambe le squadre.

### Road to sky (episodi 20-31)
Holly viene convocato in nazionale per giocare il Torneo di Parigi (Mondiale U-16). Inizialmente il Giappone gioca un'amichevole con il Grunwald di Benji. Holly non gioca e il Grunwald vince 5-1, con 5 reti dell'attaccante tedesco Karl Heinz Schneider. Era programmata un'amichevole con l'Italia, ma i giocatori italiani rifiutano di affrontare una squadra così scarsa, che ha perso 5-1. Holly e i suoi amici si arrabbiano e vincono 3-0 contro il Rotburg (reti di Holly, Mark e Philip Callaghan).
L'avventura della nazionale giapponese comincia nel girone eliminatorio insieme all'Argentina e all'Italia. La prima avversaria è proprio quest'ultima, che non solo può vantare una notevole fluidità del loro gioco, ma anche un portiere praticamente imbattibile, il "portiere perfetto" Gino Buffetti. I giapponesi, avendo perso il controllo del gioco, non riescono ad entrare in partita e l'Italia segna in contropiede e si porta sull'1-0. Ma con il ritorno di Tom Becker il Giappone pareggia e alla fine Mark, con il Tiro della Tigre, segna il 2-1 infortunando il portiere italiano.
Con Buffetti infortunato l'Italia perde 5-0 con l'Argentina. Tutti i gol sono stati segnati da Juan Diaz. Il giorno dopo il Giappone gioca contro l'Argentina. In pochi minuti Diaz segna tre gol, ma il Giappone riesce ad accorciare le distanze con Mark. I gemelli Derrick accorciano ancora le distanze con il tiro detto Catapulta Infernale e si conclude il primo tempo. Nella ripresa è ancora Mark a segnare e il risultato si sposta sul 3-3. Diaz, furioso, si lancia all'attacco con il compagno Pascal, ma il portiere Ed Warner non si fa trovare impreparato. Nel finale, il neoentrato Julian Ross segna il 4-3 giapponese e decide la partita. Il Giappone è in semifinale.
In semifinale il Giappone affronta la Francia padrona di casa. La squadra nipponica si porta avanti con Holly, ma la Francia pareggia con il capitano Pierre Le Blanc. La Francia segna ancora e si porta sul 2-1. Su rigore Pierre porta la sua squadra ancora una volta al goal, sul 3-1. La partita è violenta e difficile: molti goal dei giapponesi probabilmente regolari vengono annullati. Nel secondo tempo però il Giappone riesce a recuperare i due gol, con Philip ed Holly. Allora la Francia si porta ancora in vantaggio con Luis Napoleon. Tom segna il 4-4 e si va ai rigori. I primi quattro vengono segnati da entrambe le squadre, ma Ed Warner riesce a parare il rigore di Napoleon, pur essendo infortunato. Holly segna il rigore finale e il Giappone è in finale.
Per sostituire l'infortunato Ed Warner, l'allenatore decide che è giunto il momento per Benji di fare il suo esordio. In finale il Giappone affronta la potentissima Germania, che ha battuto 6-1 l'Uruguay. Holly e i suoi compagni non riescono a segnare al forte portiere tedesco Deuter Muller e Schneider, autore dei 5 gol con il Grunwald, segna in contropiede. Nonostante la presenza di Muller, il Giappone riesce a pareggiare con Tom Becker, che ribatte di testa un tiro di Holly. Mark porta in vantaggio il Giappone con il Tiro della Tigre, ma Schneider pareggia, determinato a vincere. Nel finale Holly segna il 3-2 e il Giappone è campione del mondo.

### Road to victory (episodi 32-52)
La strada verso la Coppa del Mondo inizia in Brasile: Holly gioca nel Brancos, dove trova un nuovo amico di nome Pepe con il quale riesce a superare i provini. Riesce a vincere il campionato brasiliano dopo una lunga lotta con il Domingo di Carlos Santana che riusciva a copiare tutti i suoi tiri, però non riuscirà ad avere la meglio sul campione giapponese. Al termine del campionato decide di lasciare il Brancos e di andare in Europa.
Holly, partito per l'Europa, decide di giocare nel Catalunya, squadra spagnola di Barcellona. I dirigenti del club, entusiasti, gli fanno visitare gli impianti d'allenamento. La prima squadra è impegnata in una trasferta, così Holly assiste agli allenamenti del Catalunya B (la squadra riserve). Nel frattempo arrivano 3 difensori della prima squadra, tutti reduci da infortuni, che sfidano la squadra B: chi fosse riuscito a passare i 3 e a fare gol avrebbe avuto una raccomandazione per la promozione in prima squadra. Tutti falliscono: Holly allora si mette alla prova, e pur rimediando una tacchettata in testa realizza uno splendido gol. I tre si congratulano, e quando Holly va a farsi medicare la ferita i tre si chiedono perché un giocatore così bravo abbia scelto il Catalunya, che ha già tra le sue file il miglior giocatore del mondo, il brasiliano Rivaul (ispirato al giocatore reale Rivaldo), che gioca proprio nel ruolo del giapponese. Mark Lenders, nel frattempo, viene ingaggiato dalla prestigiosa squadra italiana del Piemonte di Torino ma, all'arrivo in Italia, si fa notare per il suo temperamento violento avviando una rissa in seguito a provocazioni ricevute da un compagno di squadra.
Il Giappone gioca una partita amichevole contro l'Olanda. Il calcio totale degli olandesi mette il Giappone in difficoltà e l'Olanda passa presto in vantaggio con Bernard. Nel secondo tempo Julian Ross entra al posto di Danny Mellow per comandare la difesa, che riesce a resistere all'attacco olandese. Ma il difensore-attaccante Wilem, il gigantesco Gustav e l'esperto portiere Fort impediscono al Giappone di segnare. Allora l'allenatore nipponico fa entrare il velocissimo Rob Denton al posto di Ted Carter. All'ultimo minuto Holly fa partire un contropiede, riesce a ingannare Gustav crossando la palla a Mark, il quale si tuffa fingendo di tirare di testa, invece la passa a Rob. Anche Rob si tuffa e di testa segna l'1-1 finale.
Dopo l'amichevole tutti tornano nella propria squadra. Holly impressiona positivamente negli allenamenti, anche se l'allenatore Edward lo prova in vari ruoli a centrocampo. Anche Mark nei primi allenamenti con la squadra impressiona tutti per il suo nuovo tiro, il Wild Tiger Shot. In Germania, nel frattempo, inizia la Bundesliga, e il Grunwald debutta vittoriosamente contro il Roland in cui militano Margas, Victorino e Beckster, i cui tentativi di segnare a Benji si rivelano vani. Holly viene convocato da Edward, che gli lascia scegliere la posizione in cui giocare. Holly decide di giocare come trequartista ma Edward, ritenendo di non poterlo schierare in quella posizione insieme a Rivaul, lo spedisce nella squadra B, chiedendogli 10 gol e 10 assist durante la stagione per poter salire in prima squadra. Pur ferito nell'orgoglio, Holly decide di accettare la sfida.
A Lenders le cose vanno meglio, le sue performance nelle amichevoli pre-campionato gli valgono una maglia da titolare per la prima di Serie A contro l'Emilia. Mark inizia bene la partita, servendo un assist a un compagno di squadra per un gol che viene però annullato ingiustamente per fuorigioco e colpisce un palo. Poi il francese Jerome inizia a marcarlo, annullando completamente il gioco della tigre giapponese, penalizzata dai suoi squilibri fisici. Dopo mezz'ora circa, l'allenatore lo sostituisce con Theodul e Mark esce in lacrime, ma a testa alta.
È arrivato il momento del debutto di Holly in Spagna, seppur solo in serie B. Nella sfida contro l'FC La Mancha uno straripante Holly segna 6 reti e realizza 4 assist (risultato finale 10-0 per il Catalunya B), ma non sembra del tutto soddisfatto, visto che i suoi propositi erano di fare le 10 reti e i 10 assist richiesti tutti in una partita.
In Germania lo stesso giorno è arrivata l'ora della partita tra Benji e Schneider. La partita inizia per il verso giusto per Benji, visto che da un suo rinvio Strauss (Kaltz) porta in vantaggio il Grunwald. Il Rotburg reagisce e bombarda letteralmente la porta degli avversari, ma Benji è in condizioni fantastiche e blocca tutto, compresi i tiri di Levin e Shunko Sho. Si va all'intervallo sullo 0-1, ma al rientro in campo con uno schema studiato dall'allenatore Frank Schneider, il figlio Karl Heinz riesce a segnare il gol del pareggio dei bavaresi. Poco dopo Strauss viene espulso per un fallo di reazione su Schneider e Benji abbandona la propria porta per calciare una punizione dal limite al 90° sull'1-1. Il tiro viene però bloccato da Sho che dà via al contropiede che permette a Schneider di segnare il gol partita a porta praticamente vuota.
Grazie a un'altra ottima prestazione di Holly nella partita Catalunya B-Buenos 4-0, dove raggiunge l'obiettivo delle 10 reti e 10 assist, il mister Edward reintegra Holly in prima squadra e lo convoca per la partita contro il San Jose, che ha appena ingaggiato Santana, già avversario di Holly ai tempi della sua militanza nel Brancos. La partita inizia con Holly che guarda dalla panchina. Il Catalunya segna il gol dell'uno a zero con Rivaul ma Santana con due reti ribalta il risultato. Rivaul si infortuna e viene sostituito da Holly che segna il gol del pareggio. Nel frattempo il Piemonte gioca contro il Calabria e Lenders gioca gli ultimi minuti segnando il gol della vittoria.
Qualche mese dopo i Mondiali iniziano. L'anime si conclude con l'inizio della partita Giappone-Brasile, arbitrata da Pierluigi Collina.

## Sigla italiana
- Holly e Benji Forever, musica di Giorgio Vanni e Max Longhi, testo di Alessandra Valeri Manera, cantata da Cristina D'Avena e Giorgio Vanni con la partecipazione di Cristina Paltrinieri, Nadia Biondini, Roberta Granà e i Piccoli Artisti Accademia New Day diretti dalla stessa Paltrinieri (apertura e chiusura).

## Doppiaggio
Il doppiaggio dell'edizione originale presenta un cast rinnovato rispetto alle serie precedenti a partire dal protagonista con voce diversa sia da bambino che da adulto. L'edizione italiana invece, mantiene in gran parte i doppiatori storici della serie e inalterati i nomi inglesizzati cambiati all'epoca. Nel caso di Benji Price, tuttavia, "Benji" viene utilizzato sempre come nome di battesimo del personaggio - anche nelle formazioni ufficiali delle partite - e non come ipocoristico di "Benjamin", mai nominato in questa serie.
| Personaggio           | Doppiatore italiano          | Doppiatore giapponese                       |
| --------------------- | ---------------------------- | ------------------------------------------- |
| Oliver Hutton         | Fabrizio Vidale              | Kikuko Inoue (giovane) Tomokazu Seki        |
| Benjamin Price        | Giorgio Borghetti            | Kenichi Suzumura                            |
| Tom Becker            | Paolo Vivio                  | Satsuki Yukino (giovane) Kosuke Toriumi     |
| Mark Landers          | Vittorio Guerrieri           | Rica Matsumoto (giovane) Takehito Koyasu    |
| Bruce Harper          | Massimiliano Manfredi        | Urara Takano                                |
| Julian Ross           | Alessandro Tiberi            | Ai Orikasa (giovane) Issei Miyazaki         |
| Danny Mellow          | Daniele Natali               | Junko Takeuchi (giovane) Kohei Kiyasu       |
| Alan Crocker          | Stefano Onofri               | Takashi Kondo                               |
| Roberto Sedinho       | Angelo Maggi Luca Dal Fabbro | Mitsuru Miyamoto                            |
| Maggie Hutton         | Laura Boccanera              | Yoko Sasaki                                 |
| Michael Hutton        | Vittorio Amandola            | Nobuyuki Hiyama                             |
| William Becker        | Maurizio Reti                | Jin Nishimura                               |
| Jack Morris           | Corrado Conforti             | Nobuyuki Kobushi                            |
| Patrick Everett       | Stefano Onofri               | Hikaru Tokita                               |
| Ted Carter            | Fabrizio Mazzotta            | Junko Takeuchi (giovane) Toshihiro Takamura |
| Philip Callaghan      | Simone Crisari               | Akira Ishida                                |
| Johnny Mason          | Nanni Baldini                | Yoshiko Kamei (giovane) Shuhei Sakaguchi    |
| Paul Diamond          | Marco Vivio                  | Maki Mizuma (giovane) Takayasu Usui         |
| Clifford Yuma         | Luigi Ferraro                | Masaya Takatsuka                            |
| Sandy Winters         | Nanni Baldini                | Makoto Tsumura                              |
| Sam Reynolds          | Emiliano Coltorti            | Hideki Ogihara                              |
| Ed Warner             | Rori Manfredi                | Kentarō Itō                                 |
| James Derrick         | Francesco Pezzulli           | Masataka Nakai                              |
| Jason Derrick         | Francesco Pezzulli           | Miki Nagasawa                               |
| Eddie Bright          |                              | Makoto Tsumura                              |
| Kirk Parson           | Fabio Boccanera              | Ryōtarō Okiayu                              |
| Freddy Marshall       | Teo Bellia                   | Fumihiko Tachiki                            |
| Jeff Turner           | Stefano Mondini              | Rokurō Naya                                 |
| Ray Thompson          |                              | Naoki Bandō                                 |
| Nozaki                |                              | Takahiro Yoshimizu                          |
| Karl Heinz Schneider  | Corrado Conforti             | Hiroshi Shimozaki                           |
| Hermann Kaltz         | David Chevalier              | Takashi Kondo                               |
| Franz Schester        | Stefano Crescentini          | Hideki Ogihara                              |
| Manfred Margas        |                              | Kentarō Itō                                 |
| Pierre Le Blanc       | Fabrizio De Flaviis          | Kosuke Toriumi                              |
| Luis Napoleon         | Daniele Raffaeli             | Masaya Takatsuka                            |
| Jerome                | Marco Vivio                  | Tarusuke Shingaki                           |
| Juan Diaz             | Alessio De Filippis          | Shintaro Ohata                              |
| Pascal Herrera        | Daniele Raffaeli             | Satoshi Wada                                |
| Gino Buffetti         | Massimiliano Alto            | Takahiro Yoshimizu                          |
| Carlos Santana        | Alessandro Quarta            | Jin Nishimura                               |
| Luciano Leo           | Stefano Crescentini          | Kishō Taniyama                              |
| Pepe                  | Fabrizio De Flaviis          | Takashi Kondo                               |
| Rob Denton            | Marco Vivio                  | Shōtarō Morikubo                            |
| Patty Gatsby          | Antonella Baldini            | Atsuko Enomoto                              |
| Jenny                 | Rachele Paolelli             | Akiko Kimura                                |
| Bob Denver            |                              | Yuki Masuda                                 |
| Arminius Willem       | Alessandro Quarta            | Kappei Yamaguchi                            |
| Rivaul                | Francesco Pezzulli           | Hiroki Takahashi                            |
| Serrano               | Emiliano Coltorti            | Makoto Aoki                                 |
| Gonzales              |                              | Masaya Takatsuka                            |
| Grandios              |                              | Makoto Aoki                                 |
| Shunko Sho            |                              | Jun Suzuki                                  |
| Stephan Levin         |                              | Ryō Naitō                                   |
| Allenatore Louvois    | Stefano De Sando             | Kazuhiko Inoue                              |
| Barneveld             | Romano Malaspina             |                                             |
| Edward Van Saal       | Franco Zucca                 | Yosuke Akimoto                              |
| Mendez                | Oliviero Dinelli             | Yuji Kishi                                  |
| Daisy                 | Beatrice Margiotti           | Atsuko Tanaka                               |
| Speaker delle partite | Sergio Matteucci             | Ryōtarō Okiayu                              |

## Differenze con il manga
L'opera di animazione differisce in molte parti della storia del manga originale:
- Nel manga vengono utilizzati nomi, loghi e divise delle reali squadre protagoniste dei vari campionati a cavallo tra il 2000 ed il 2001: è il caso di Barcellona (Catalunya), Valencia (San Jose), Juventus (Piemonte), Parma (Emilia), Inter (Lombardia), Amburgo (Grunwald), Bayern Monaco (Rotburg), Werder Brema (Roland). Inoltre, sullo stemma visto su una delle bandiere sugli spalti (in cui si può vedere la scritta "FC Rotburg Berlin"), il Rotburg è una squadra di Berlino anziché di Monaco come nel manga.
- Alcuni dei giocatori introdotti nel manga hanno nomi differenti nell'anime, in particolare quei giocatori chiaramente ispirati a reali atleti del tempo con nomi che sono storpiature di quelli dei calciatori ai quali sono ispirati: è il caso di Overus (Albert Potter), Davi (Willem Arminius), Luikal (Bernard Tasman), Thoram (Jerome), Trezagà (Theodul), Zedane (Gustaph), Putini (Puskás), Inzars (Marani), Delpi (Panelli), Cannavaru (Biagi), Fonseca (Clemente), Almieja (Ardiles).
- Alcuni personaggi e squadre che sono assolute protagoniste nel manga sono invece totalmente assenti nell'anime: è il caso del Real Madrid e dei suoi giocatori come Natureza (mai introdotto negli anime di Holly e Benji), Roberto Carolus e Fago, nonostante nell'anime appaia il capitano Bruno (Blueno) durante un flashback, senza mai menzionare il nome della squadra. Altri fuoriclasse del manga invece sono presenti nell'anime ma in versione depotenziata, in questo caso Stephan Levin e Shunko Sho del Rotburg; nel Piemonte vi sono riferimenti alla presenza di Salvatore Gentile ma il giocatore sembra non apparire mai nell'animazione.
- Un altro importante terreno di battaglia nel manga è la J League giapponese nella quale vanno a giocare quasi tutti i giocatori della nazionale nipponica più i brasiliani Pepe e Leo, ma nell'anime non vi è cenno.
- Nel manga la serie non è un preambolo al mondiale del 2002, bensì alle olimpiadi.
- Nel manga non vi è alcuna amichevole tra Giappone e Paesi Bassi (benché ci sia nello special Road to 2000: Final Countdown) ed il calciatore olandese Gustav Van Hoot non esiste nel manga.
- Nella prima sfida tra Catalunya e San Jose nel manga Holly non è a disposizione del mister in quanto ancora impegnato con la squadra B, e sarà Bernard a segnare la rete del pareggio grazie ad un'azione di Rivaul che dopo tale match dovrà far fronte ad un lungo stop per infortunio.
- Nel manga non vi è alcuna partita di ritorno tra Grunwald e Rotburg decisiva per il campionato, in quanto dopo il primo incontro perso per 2 a 1 Benji viene messo fuori squadra e va in ritiro con la nazionale.
- Nel manga Landers dopo il match contro l'Emilia non avrà una seconda possibilità e viene mandato in prestito alla Reggiana, al tempo in Serie C1.
- La partita tra il Piemonte e il Calabria, in cui Lenders segna il gol della vittoria, non è presente nel manga.
- Nel manga prima della sua partenza per l'Italia Landers viene raggiunto all'aeroporto dall'amica Maki, campionessa di softball già introdotta nell'anime Che campioni Holly e Benji!!!, la quale regala un portafortuna al centravanti: non vi è nulla di tutto ciò nell'anime.